# 苇谷草
苇谷草（学名：Pentanema indicum）是菊科苇谷草属的植物。分布在斯里兰卡、越南、缅甸、印度以及中国大陆的云南、广西等地，生长于海拔250米至2,000米的地区，一般生于干热河谷、林缘灌丛、荒地、河谷、山坡、山坡灌丛及疏林中溪边阴湿草丛。

## 别名
草金沙、止血草（云南）

## 异名
- Pentanema indicum (L.) Ling var. hypoleucum (Hand.-Mazz.) Ling